# Hiệu ứng từ thủy động
Faraday đã chế tạo máy phát điện dựa trên nguyên lý từ-thủy-động đầu tiên với: thủy có nghĩa là nước từ dòng sông cùng với từ là từ trường Trái Đất và Động là động năng chuyển động của dòng nước sông. Từ thủy động cũng áp dụng nguyên lý như máy phát điện quay theo định luật Faraday: tức là cũng có sợi dây dẫn (dòng chất lỏng dẫn điện) di chuyển xuyên qua từ trường phát sinh lực điện từ, lực điện từ có hướng chống lại sự chuyển động của dòng chất lỏng theo quy tắc bàn tay trái.
- Nói chung, nguyên lý máy phát từ thủy động là: động năng dòng khí cộng với từ trường bằng điện năng
- Cấu trúc máy phát điện từ thủy động hiện nay thế giới đang nghiên cứu là cho khí nóng (He)có pha thêm kim loại kiềm vào (để tăng tính dẫn điện) chạy qua một cái ống được bố trí điện cực hai bên thành ống và từ trường mạnh hướng ngang chiều dòng chất khí ta sẽ thu được dòng điện DC từ các điện cực bên thành ống.
- Có một số dạng máy phát theo nguyên lý này: Faraday điện cực phân đoạn, Faraday điện cực liên tục, máy phát Hall,...
Máy phát điện từ thủy động lực học (hay máy phát từ thủy động học) là hệ thống chuyển nhiệt năng hay động năng trực tiếp thành điện năng, dựa trên các nguyên lý từ thủy động học. Chúng thường có khả năng làm việc ở nhiệt độ cao và không cần có các chi tiết phải bôi trơn. Khí thải của các hệ thống như vậy thường là các plasma nóng (như lửa), có thể tái sử dụng để cung cấp nhiệt cho hệ thống nhiệt điện truyền thống (như máy phát điện hơi nước).
Trong các máy phát điện từ thủy động học, chuyển động của dòng chất dẫn điện hoặc plasma được sử dụng để tạo ra dòng điện. Mặc dù đã được phát triển để sử dụng cho các nguồn nhiên liệu hóa thạch thông dụng để cung cấp nhiệt năng cho hoạt động, những phương pháp phát điện truyền thống hiện vẫn chiếm ưu thế do công nghệ rẻ hơn.==Tham khảo==
1. ↑  "Máy phát điện từ thủy động lực học". Voer Edu. Truy cập ngày 10 tháng 9 năm 2020. {{Chú thích web}}: Kiểm tra giá trị ngày tháng trong: |ngày truy cập= (trợ giúp)[liên kết hỏng]